# Тімм Клозе
Тімм Клозе (нім. Timm Klose, нар. 9 травня 1988, Франкфурт-на-Майні) — швейцарський футболіст німецького походження, захисник англійського клубу «Норвіч Сіті».
Насамперед відомий виступами за «Тун», «Нюрнберг», «Вольфсбург» а також збірну Швейцарії.

## Клубна кар'єра
Народився 9 травня 1988 року в німецькому місті Франкфурт-на-Майні у родині німця та австрійки. У віці 5 років родина переїхала в швейцарський Базель.
Вихованець юнацьких команд футбольних клубів «БСК Олд Бойз» та «Базеля».
У дорослому футболі дебютував 2007 року виступами за дублюючу команду клубу «Базель» U-21, в якій провів два сезони, взявши участь у 47 матчах чемпіонату. Більшість часу, проведеного у складі команди, був основним гравцем захисту команди.
Своєю грою привернув увагу представників тренерського штабу «Туну», до складу якого приєднався 2009 року. Відіграв за команду з Туна наступні два сезони своєї ігрової кар'єри. Граючи у складі «Туна» також здебільшого виходив на поле в основному складі команди.
До складу «Нюрнберга» приєднався влітку 2011 року. Наразі встиг відіграти за клуб 13 матчів в національному чемпіонаті.

## Виступи за збірні
Протягом 2010–2011 років залучався до складу молодіжної збірної Швейцарії, разом з якою став фіналістом молодіжного чемпіонату Європи 2011 року. Всього на молодіжному рівні зіграв у 12 офіційних матчах.
2012 року захищав кольори олімпійської збірної Швейцарії на Олімпійських іграх 2012 року у Лондоні.
11 серпня 2011 року дебютував в офіційних матчах у складі національної збірної Швейцарії в товариській грі зі збірною Ліхтенштейну, яка завершилась перемогою швейцарців з рахунком 2-1.
Наразі провів у формі головної команди країни 12 матчів.

## Титули і досягнення
- Володар Кубка Німеччини (1):

«Вольфсбург»: 2014-15
- Володар Суперкубка Німеччини (1):

«Вольфсбург»: 2015